# Wanyucallis amblyopappos
Wanyucallis amblyopappos är en insektsart. Wanyucallis amblyopappos ingår i släktet Wanyucallis och familjen långrörsbladlöss. Inga underarter finns listade i Catalogue of Life.